# Sinterklaasjournaal (2012)
Het Sinterklaasjournaal in 2012 was het twaalfde seizoen van het Sinterklaasjournaal en werd gepresenteerd door Dieuwertje Blok. De intocht vond plaats in Roermond.

## Verhaallijn
De intocht was dit jaar op 17 november in Roermond. Toen de Pieten met Pakjesboot 12 wilden vertrekken uit Spanje, kregen ze het schip niet aan de praat en dus moesten ze de zeereis gaan maken met de veel kleinere Stoomboot 0475. Dit scheepje was zo klein dat het paard er niet op paste en daarom werd dat vooruit gestuurd in een groot pak. Dit pak kwam via Roermond echter bij het Pietenhuis terecht. Verslaggeefster Dolores riep hulp in van de politie om het paard naar Roermond te rijden, maar toen ze met de politieauto richting de stad wilde gaan, bleek dat de politie de aanhanger met het paard erin niet goed had vastgekoppeld. De politie zag het gebeuren en de agenten reden het paard zelf naar Roermond, waar het precies op tijd arriveerde voor Sinterklaas. Dus Sinterklaas kon nog gewoon zijn route maken.
Tijdens de intocht verwisselden de Pieten echter de zakken pepernoten met zakken geld van Sinterklaas en strooiden ze dit geld over de straten. De mensen raapten dit geld op, gaven het uit en hierdoor werd het geld door heel Nederland verspreid. Omdat de Pieten van dit geld pakjes voor pakjesavond wilden kopen, werden de kijkers opgeroepen uit te kijken naar het geld.
Pietje Verliefd had in Nederland afgesproken met zijn vriendin. Maar toen hij in Nederland kwam was zijn vriendin nergens te bekennen. Een zoekactie werd opgestart, maar weken later bleek dat zijn vriendin in Spanje was achtergebleven. Ze mocht niet mee van de Hoofdpiet en hield zich als verstekeling schuil in de schoorsteen van de in Spanje achtergebleven Pakjesboot 12, die daardoor verstopt was. Toen deze Meisjespiet uit de schoorsteen was gehaald door de Pieten die het schip repareerden kon de machine weer aan de gang gebracht worden en zette het schip koers richting Nederland. De 5 decembercadeautjes die aan boord lagen werden uitgeladen en Meisjespiet trouwde met Pietje Verliefd. Na afloop van het huwelijk zei Sinterklaas dat de kinderen die nog geld van Sinterklaas zouden vinden, daarmee wat leuks zouden kunnen kopen voor iemand anders, zodat ze ook even aan een ander zouden denken.

## Rolverdeling
| Rol                                      | Naam                     |
| ---------------------------------------- | ------------------------ |
| Presentatrice                            | Dieuwertje Blok          |
| Voice-over                               | Kees Driehuis            |
| Verslaggever                             | Jeroen Kramer            |
| Verslaggeefster                          | Dolores Leeuwin          |
| Sinterklaas                              | Stefan de Walle          |
| Wellespiet                               | Dick van den Toorn       |
| Boekpiet                                 | Marc Nochem              |
| Reservepiet                              | Pim Muda                 |
| Vergeetpiet                              | John Jones               |
| Hoofdpiet                                | Erik van Muiswinkel      |
| Huispiet                                 | Maarten Wansink          |
| Pietje Precies                           | Bob Fosko                |
| Rare Piet                                | Rob Kamphues             |
| Ballonnenpiet                            | Peter Lusse              |
| Zorgpiet                                 | Joep Onderdelinden       |
| Pietje Paniek                            | Jochem Myjer             |
| Cupido Piet                              | Joost Spijkers           |
| Cupido Piet                              | Friso van Vemde Oudejans |
| Piet                                     | Rutger de Bekker         |
| Bootpiet                                 | Maxim Hartman            |
| Pietje Verliefd                          | Valerio Zeno             |
| Meisjespiet                              | Chava Voor in 't Holt    |
| Willem Grol                              | Ferry de Groot           |
| Postbode                                 | Theo Schouwerwou         |
| Jan Boel                                 | Bert Visscher            |
| Helma Boel                               | Brigitte Kaandorp        |
| Eppo Zanik                               | Freek de Jonge           |
| Professor Titus Tillema                  | Dick Lam                 |
| P.O.D.                                   | Bas Hoeflaak             |
| P.O.D.                                   | Peter van de Witte       |
| Meneer Spijkers                          | Bruun Kuijt              |
| Gastrollen                               |                          |
| Roermondhygiëniste                       | Peggy Vrijens            |
| Mannen die met een groep Jeroen volgen   | Tom de Ket               |
| Mannen die met een groep Jeroen volgen   | Frans van Deursen        |
| Inwoonster Roermond                      | Mylène de la Haye        |
| Mr. Netszowicz                           | Thom Hoffman             |
| Politieagente                            | Marian Mudder            |
| Verkoper parfumwinkel/man in restaurant  | Jochum ten Haaf          |
| Kapitein veerpont                        | Jan Marijnissen          |
| Conciërge Bakker                         | Jack Spijkerman          |
| Juffrouw Hildie                          | Hanna Verboom            |
| Ober                                     | Peter Bolhuis            |
| Vrouw in winkelcentrum die geld uitgeeft | Rosa Reuten              |
| Medewerker boekhandel                    | Nico de Vries            |
| Zichzelf                                 | Jan Kees de Jager        |
| Meneer Van Twitteren                     | Marcel Hensema           |
| Vrouwen die voor Pietje Verliefd komen   | Marijke Helwegen         |
| Vrouwen die voor Pietje Verliefd komen   | Jennifer Hoffman         |
| Vrouwen die voor Pietje Verliefd komen   | Veronica van Hoogdalem   |
| Jan Modaal                               | Stephan Evenblij         |
| Ome Dick Modaal                          | Frank Evenblij           |
| Medewerker muziekwinkel Mark             | Ad Visser                |
| Koetsenhandelaar Jos                     | Bavo Galama              |
| Verkoopster bloemenzaak                  | Angela Esajas            |
| Juf Marloes                              | Cystine Carreon          |
| Juf Astrid                               | Liesbeth Kamerling       |
| Gezin dat op wintersport gaat            | Horace Cohen             |
| Gezin dat op wintersport gaat            | Eva Van der Gucht        |

## Trivia
- Het Sinterklaasjournaal begon in 2012 op maandag 12 november. Dit was de eerste keer dat het journaal eerder dan drie dagen voor de intocht (17 november) begon, in 2012 werden het er vijf.
- Op 6 december werd voor het eerst het vertrek van Sinterklaas getoond op de site van het Sinterklaasjournaal. Hier was te zien dat Sinterklaas en de Pieten op Pakjesboot 12 stapten en wegvoeren.